# Drood
The Mystery of Edwin Drood (o simplement Drood) és un musical basat en la novel·la inacabada de Charles Dickens "The Mystery of Edwin Drood". Està escrit per Rupert Holmes, i va ser el primer musical de Broadway amb múltiples finals (determinat pel vot del públic). Holmes va rebre els premis Tony al millor llibret d'un musical i a la millor partitura original. El musical va guanyar cinc premis Tony d'onze nominacions, incloent els de Millor Musical i Millor Interpretació d'un Actor Principal en un Musical.
El musical va debutar com a part del Festival Shakespeare de Nova York a l'agost de 1985, i, després de la revisió, es va traslladar a Broadway, on va funcionar fins a maig de 1987. Dos gires nacionals i una producció al West End londinenc va seguir. La Roundabout Theatre Company va reestrenar el musical com a «The Mystery of Edwin Drood» el 2012.

## Història

### Inspiració
El musical Drood deriva de dues grans inspiracions: la novel·la final (i inacabada) de Charles Dickens "El misteri d'Edwin Drood" i les tradicions britàniques de pantomima i music hall que van assolir el llindar de la seva popularitat durant els anys posteriors a la mort de Dickens.
«The Mystery of Edwin Drood» va començar a publicar-se el 1870. El llibre, que havia estat escrit i publicat en trams episòdics (com la majoria de les altres novel·les de Dickens) va quedar inacabat després de la mort sobtada de Dickens per un ictus aquell any. La manca de resolució davant el misteri (i l'absència de notes que indiquessin les intencions de Dickens) han fet d'aquesta obra una curiositat literària. Gairebé immediatament després de la publicació de l'últim episodi de Dickens, diversos autors i dramaturgs (inclòs el propi fill de Dickens) van intentar resoldre la història amb els seus propis finals: per l'època de la producció del musical Drood, hi ha hagut diverses "col·laboracions" entre el difunt Dickens i altres novel·listes, nombroses extrapolacions teatrals del material i tres adaptacions cinematogràfiques de la història.
Contemporanis amb l'escriptura de Dickens, els estils de pantomima britànics -diferenciats per la importància de la participació del públic i les convencions com el noi principal- van assolir el seu auge de popularitat, de la mateixa manera que va començar la seva actuació als music hall amb els seus atributs de comèdia tosca i rica i un estil musical distintiu. per assolir protagonisme.
Rupert Holmes, el principal col·laborador creatiu del musical Drood, va passar la seva primera infància a Anglaterra. Als tres anys, experimentaria el teatre per primera vegada, quan va ser portat a una "panto" moderna. Alguns anys després, com un nen d'11 anys fascinat pels llibres de misteri, Holmes va descobrir per primera vegada la novel·la inacabada de Dickens. Ambdues experiències seminals continuaran tenint un impacte important en Holmes quan se li va acostar per escriure un nou musical l'empresari Joseph Papp.

### Concepte
Holmes, un conegut compositor de cançons les cançons del qual havien estat interpretades per Barbra Streisand i que ell mateix havia gravat el primer número 1 amb "Escape (The Piña Colada Song)" el 1979, es va interessar per primera vegada per escriure un musical el 1983. Després d'una aparició en un nightclub durant la qual Holmes va interpretar algunes de les seves "cançons d'història" mentre compartia anècdotes humorístiques, Holmes va rebre una nota de Gail Merrifield, directora de desenvolupament del New York Shakespeare Festival (i esposa de Joseph Papp, el creador i responsable del Festival), que havia vist l'actuació de Holmes i li va suggerir que escrivís un musical complet.
Basant-se en els seus records sobre la pantomima i la novel·la de Dickens, a més d'experiències posteriors amb les actuacions de music hall d'estil victorià, Holmes va concebre les premisses centrals de l'espectacle. De l'obra de Dickens, Holmes va prendre la trama central i la majoria dels personatges destacats. A partir de les tradicions del music hall, va crear el personatge principal de "The President", una mena de Mestre de Cerimònies i impulsor de l'acció en escena. I des de la pantomima va conservar el concepte de "Lead Boy" (sempre retratat per una jove vestida d'home) i l'aspecte més innovador de Drood: la participació del públic.
Drood és inusual en part a causa de la proesa de Holmes d'escriure el llibre, música, lletres i orquestracions completes per a l'espectacle. Tot i que Holmes creia que cap creador de Broadway ho havia fet abans, i, malgrat les mencions freqüents en aquesta obra en articles i ressenyes de l'espectacle, la pràctica no era del tot infreqüent en els primers temps del teatre musical. Els compositors de cançons, inclòs Adolf Philipp, eren acreditats anteriorment amb els llibrets dels seus musicals. No obstant això, cap d'aquests compositors/llibretistes també havien escrit les seves pròpies orquestracions.
A l'hora d'escriure el llibre, Holmes no va deixar a Dickens eclipsar les seves pròpies intencions. En lloc d'imitar l'estil d'escriptura de Dickens, que considerava que seria massa desagradable per al tipus d'espectacles que volia escriure, Holmes va utilitzar el dispositiu d'un "show-in-a-show". Els membres del repartiment de Drood no interpreten específicament els personatges de Dickens, sinó els intèrprets de music hall que interpreten com a personatges de Dickens. Aquest dispositiu va permetre incorporar al programa una gran quantitat de comèdia lleugera que no es trobava originalment a la novel·la de Dickens, així com diversos números musicals que no tenien relació amb la història original. Per explicar aquesta decisió, Holmes va ser citat que va dir: «Això no és que Nicholas Nickleby es fixi en la música, no és una obra Dickensiana. És lleugera i divertida i entretinguda. Però espero - crec que Dickens l'hauria gaudit». Holmes també va assenyalar que «Té la mateixa relació amb Dickens que "Kiss Me Kate" fa amb "La feréstega domada"» El concepte de pantomima també va permetre a Holmes emprar una dona en el paper masculí principal, cosa que li va permetre també escriure una cançó d'amor dissenyada per a ser cantada per dues sopranos.
De manera més inventiva, Holmes va utilitzar un nou mètode per determinar el resultat de l'obra: fer que el públic votés el final. A la pausa del programa, el públic vota qui va matar a Drood (si, efectivament, el van assassinar), la identitat del misteriós Dick Datchery i sobre la qual dos personatges s'impliquen romànticament al final, creant un feliç final. Atès que cada públic difereix en temperament, el resultat és teòricament imprevisible fins i tot per als actors, que han d'ajustar ràpidament els vots i començaran amb el final escollit (tot i que algunes empreses més petites "arreglaran" els resultats per limitar el nombre de finals possibles). Aquest dispositiu requeria un treball addicional de Holmes, que va haver de redactar nombrosos terminis que abastaven tots els resultats possibles de la votació.

### Diferències entre la novel·la i el musical
Hi ha diverses diferències entre el musical i la novel·la. El to original del llibre de Dickens era una mica desolador (com l'estil de Dickens), mentre que l'espectacle és considerablement més desenfadat i es va interpretar com una comèdia. La diferència més notable de caracterització inclou a Jasper: tot i que el personatge de Dickens és, sens dubte, reprimit i preocupat, no es representa amb tot el trastorn de la identitat que sembla tenir al musical. S'ometen diversos personatges menors i s'amplien els rols d'altres. Al musical, Bazzard és l'assistent de Crisparkle, mentre que a la novel·la és empleat pel tutor de Rosa, el Sr. Grewgious. Mentrestant, per augmentar la interactivitat de l'obra i introduir dubtes sobre qui és l'assassí, el musical omet diverses de les pistes de la novel·la que Jasper és l'assassí i introdueix pistes que no apareixen a la novel·la assenyalant altres sospitosos.

## Produccions
Després que Rupert Holmes escrigués un esborrany inicial que durava tres hores i mitja i el realitzés, en solitari, per a Joseph Papp, Gail Merrifield i Wilford Leach, (director artístic del New York Shakespeare Festival), Papp es va oferir a produir el espectacle com a part del Festival (també conegut com a "Shakespeare in the Park"), i va dir a Holmes que seria traspassat immediatament a Broadway si es considerava un èxit. La producció original de The Mystery of Edwin Drood es va estrenar al Central Parc central de la ciutat de Nova York al Delacorte Theatre el 21 d'agost de 1985 després de només tres setmanes d'assajos. En particular, Holmes va concebre la majoria de les orquestracions ell mateix, una raresa per a un compositor de Broadway.
Després de l'actuació final del Festival l'1 de setembre, els preparatius per a la transferència de Broadway (conservant el repartiment original) van començar immediatament. Després d'una gran edició (la versió de Delacorte contenia 32 cançons originals i tenia gairebé tres hores de durada) The Mystery of Edwin Drood es va estrenar al Imperial Theatre de Broadway el 2 de desembre de 1985. A la meitat de l'estada, el títol. del musical es va escurçar oficialment a Drood (el nom al qual continua sent llicenciat). L'espectacle va tenir una durada de 608 representacions (sense incloure 24 prèvies) i es va tancar el 16 de maig de 1987. La producció de Broadway va ser produïda per Papp i dirigida per Leach, amb coreografia de Graciela Daniele.
El repartiment de la nit d'estrena de la producció de Broadway estava protagonitzat per George Rose, Cleo Laine, John Herrera, Howard McGillin, Patti Cohenour i Jana Schneider, que van ser tots nominats als premis Tony del 1986 per les seves actuacions, així com Betty Buckley al paper principal. Donna Murphy, Judy Kuhn i Rob Marshall també eren membres del conjunt. (Marshall, que més tard es convertiria en coreògraf i director de teatre i de cinema, també va rebre un crèdit de coreografia precoç com a assistent de Daniele). Abans que el show acabés la seva estada, Murphy, que era suplent de Cleo Laine i Jana Schneider, va prendre el paper. Altres substitucions notables durant la cursa de l'espectacle inclouen Alison Fraser (que va reemplaçar a Jana Schneider), Paige O'Hara (que va reemplaçar a Donna Murphy com Drood), així com Loretta Swit i més tard Karen Morrow, que va entrar en substitució de Laine.
El 1988, diversos mesos després de tancar a Broadway, una versió lleugerament revisada de Drood, dirigida per Rob Marshall, va començar la seva primera gira a Amèrica del Nord al Kennedy Center Opera House de Washington, DC, amb Rose, Schneider i O'Hara representant la seva lidera, i Jean Stapleton fent el paper de Laine. Durant un descans en la gira, George Rose va tornar a la seva llar a la República Dominicana, on va ser assassinat. Rose va ser succeït per Clive Revill.
L'espectacle, també va gaudir d'una estada el 1987 al Savoy Theatre del West End londinenc, una segona gira nacional dels Estats Units, una producció al Festival de Shaw a Niagara-on-the-Lake, Ontario, Canadà, i nombrosos produccions teatrals regional professionals i aficionades a tot el món. El 2007–08, un revival a Londres, presentat com a peça de cambra i dirigit per Ted Craig, va tenir lloc al Warehouse Theatre.
El 2012 es va fer un revival del musical del West West End del musical al Arts Theatre durant una temporada limitada des del 18 de maig. El repartiment estava encapçalat per Wendi Peters com a princesa Puffer, amb Natalie Day com Edwin Drood, Daniel Robinson com John Jasper i Victoria Farley com a Rosa Budd. La producció va ser dirigida per Matthew Gould.
La Roundabout Theatre Company va presentar un revival de Broadway a Studio 54, que es va estrenar el novembre de 2012. La producció va ser dirigida per Scott Ellis, i era protagonitzada per Chita Rivera com Puffer, Stephanie J. Block com Drood, Will Chase com Jasper, Jim Norton com a president. i Gregg Edelmann com a Crisparkle.

## Sinopsi

### Acte I
El Primer Acte comença quan els membres del Music Hall Royale circulen entre el públic, presentant-se als mecenes. Cada cop són més els membres de la companyia que s'afegeixen al soroll creixent, fins que comença la música i el President de les actuacions esclata amb el número d'obertura de l'espectacle "There You Are". A continuació, presenten John Jasper, el director que saluda al seu nebot Edwin Drood a la cançó "Two Kinsmen", on expressen la seva forta amistat. Drood està promès amb Miss Rosa Bud, que és l'alumna de la música de Jasper i l'objecte de la seva boja obsessió. La sospita de Rosa de la seva obsessió es confirma quan a la propera lliçó, li demana que canti una cançó que ha escrit - "Moonfall" - una cançó amorosa pesada de Jasper per a ella. Arriben l'amable Reverend Crisparkle i dos exòtics emigrants de Ceilan, Helena i Neville Landless. Neville és immediatament atret per Rosa, cosa que el converteix en un rival tant d'Edwin com del secretari de Jasper.
A continuació, el president acosta els espectadors a Londres i el sinistre opi de la princesa Puffer que parla amb el públic i explica la seva vida a in "Wages of Sin". Segueix un ball sinuós. Descobrim que un dels clients habituals de Puffer no és altre que el mateix Jasper, que crida el nom de "Rosa Bud" durant una al·lucinació. Puffer mostra un gran interès per aquest fet i el guarda a la seva memòria. De tornada a Cloisterham, Neville i Drood es troben i arriben a coincidir gairebé de seguida.
A continuació, el president és cridat per interpretar un altre personatge, ja que aquell actor no pot venir, però va resultar que les escenes del seu personatge i les escenes de l'alcalde Sapsea coincideixen, i els personatges han de discrepar entre ells. Això resulta en una gran confusió per al pobre Mayor Sapsea/The Chairman i fa riure per a el públic. Ell i Jasper canten de les seves ments conflictives - Jasper, per descomptat, volent dir-ho literalment - a la cançó patent "Both Sides Of The Coin". A continuació, se'ns introdueix el picapedrer alcoholitzat Durdles i el seu adjunt adjunt. Al cementiri ens expliquen que Edwin i Rosa, que s'han promès entre ells des que eren nens i, per tant, no saben si s'estimen de veritat, han trencat el seu compromís (“Perfect Strangers”). Com a regal de part, Rosa li dona a Drood el fermall dels cabells,
És la nit de Nadal i Jasper ha organitzat un sopar de reconciliació per als bessons Landless, Crisparkle, Rosa i Drood. A la cançó resultant "No Good Can Come from Bad", es reinstaura l'antagonisme entre Neville i Drood, es mostra la preocupació d'Helena i Crisparkle per la reputació de Neville i es revela que Crisparkle estava enamorat de la mare de Rosa, que va morir després del naixement de Rosa. Aviat la festa es desfà i els convidats surten en una violenta tempesta. Aquí hi ha una parada breu, on l'actor que interpreta Bazzard faz un soliloqui sobre com mai no sap ser capaç d'aconseguir un paper principal en un programa de la cançó "Never The Luck".
L'endemà Drood s'ha esvaït. L'assistent de Crisparkle descobreix la capa estripada d'Edwin al costat del riu. Drood va ser vist per última vegada passejant-se amb Neville la nit anterior. Nevile és gairebé linxat pel poble abans de ser rescatat per Crisparkle. Jasper jura públicament de fer un seguiment a l'assassí del seu nebot; després visita a Rosa i confessa el seu amor per ella. Està horroritzada i enfadada, i canten "El nom de l'amor i la caiguda de la lluna", acabant amb Jasper perseguint a Rosa fora de l'escenari mentre finalitza l'acte.

### Acte II
El segon acte comença sis mesos després, i encara no hi ha cap rastre de Drood. Hi ha moltes especulacions sobre la seva sort. Mentrestant, es revela que Puffer ha estat investigant la desaparició de Drood, però també ha notat una figura amb aspecte bastant serè que sembla fer el mateix. Resulta que aquest home (interpretat pel mateix actor que interpreta a Drood, normalment), Dick Datchery, és un investigador privat. Canten "Settling Up The Score". L'elenc apareix i resumeix la situació, advertint a el públic: "no recau en els vostres supòsits, podrien fer-vos presumpcions precipitades!", Dient-los que pensin detingudament en qui votarà com a assassí, a la cançó " No deixeu mentre esteu al capdavant ". A mesura que la cançó s'enfila a un clímax, els actors fan un tomb, i el president anuncia a el públic que Charles Dickens va deixar el seu bolígraf per sempre. Tanmateix, ells, amb l'ajuda del públic, resoldran la història i comença la votació pública sobre qui són Datchery i l'Assassí; per desgràcia, l'actriu interpretant Drood i, fins a aquest punt, Datchery ho ésno és elegit com a Datchery i abandona el teatre. Una vegada que es recompten els vots, el repartiment va cantar "Don't Quit While You're Ahead" per donar la benvinguda a el públic a la història i recordar-los que el misteri no s'ha resolt.
Puffer troba a Rosa, revela que anys abans havia estat la seva mainadera i explica la seva història a la cançó "Garden Path To Hell"; ella explica un home que estimava que la va fer prostituta per complaure els seus amics i després la va deixar. Un cop va perdre la mirada, va trobar una manera de guanyar diners venent opi. Després continua amb "Puffer's Revelation" i revela la identitat de Datchery (escollida prèviament pel públic). El Datchery de la vetllada (ja sigui Bazzard, Reverend Crisparkle, Helena, Neville o Rosa) explica en la seva versió de la cançó revelació "Out On Un Limerick "per què es van posar la disfressa i van assassinar l'assassí; les noies ho van fer principalment per dissimular el seu gènere, Neville per demostrar la seva innocència, Crisparkle per ajudar tant a Neville com a Helena, i Bazzard per donar-se a si mateix una revelació dramàtica i un personatge important per interpretar. L'objectiu de cada cançó és que el personatge va seguir a Jasper a casa seva i va trobar el fermall que va donar Rosa a Drood, que Jasper només hauria tingut si l'hagués tret de Drood. La doble naturalesa de Jasper es revela, i admet que va escanyar el seu nebot mentre estava sota la influència del laudà que revela que va abocar al vi la nit de la festa del sopar ("Confessió de Jasper").
Durdles l'enterramorts, però, no està d'acord; va presenciar el crim i sap qui va matar realment a Edwin Drood. Segons el vot del públic, el dit s'apunta a Bazzard, Crisparkle, Helena, Neville, Puffer, Rosa o Durdles. L'assassí confessa, i després canta una repetició d'un dels diversos números, començant per “A Man Could Go Quite Mad”, per admetre la seva culpabilitat; el que es defineix a cadascuna d'aquestes cançons és que el personatge que va matar a Drood buscava matar a Jasper, no Drood, per al seu propi propòsit - Puffer per protegir a Rosa, Rosa per salvar-se a si mateixa, Helena per venjar-se de Jasper per arruïnar la seva oportunitat de bessons en un nou començament, Bazzard per portar-se a la llum, Neville perquè volia Rosa per ell mateix i Crisparkle perquè va matar la mare de Rosa per gelosia i mania religiosa i volia protegir tant a Rosa com a Neville del mal de Jasper. No obstant això, a causa de la tempesta, Jasper havia caminat amb Drood durant un temps i després li va donar el vestit per portar-se al viatge cap a casa, de manera que l'assassí, per culpa de la laudà al vi i el brut temps nocturn, va confondre a Drood amb Jasper. (Durdles no té aquesta motivació, però, per la qual cosa la seva confessió és simplement que, en la seva borratxera, va confondre a Drood amb un fantasma.) Si, tot i que no és probable, el públic tria a Jasper com a assassí, Durdles no l'interromp i no es realitza l'escena de la segona confessió (alguns teatres fan que no s'inclogui a Jasper entre els possibles assassins, per assegurar el gir)
Tot i així, cal un final feliç i el president demana a el públic que triï dos amants entre els membres del repartiment restant. Els dos membres escollits declaren el seu amor, i després repeteixen "Perfect Strangers". Aleshores, sorgeix la cripta i apareix un Edwin Drood molt viu, disposat a explicar tot el que va passar realment la nit de la seva desaparició ("The Writing On The Wall"). El que va passar va ser que quan Drood va ser atacat, només va quedar atordit quan va caure i no el va matar. Jasper el va arrossegar fins a una cripta on el va deixar. Quan Drood es va despertar, es va escapar i va fugir de Cloisterham, només tornant per descobrir qui el volia mort. Ell canta a el públic, que finalment s'uneix a la resta del repartiment, tot implorant-los a mantenir-se a la vida durant el temps que sigui possible i dient-los que " aguantar la vida és tot. El misteri es resol, i l'espectacle conclou mentre el repartiment canta als assistents per llegir l'escrit a la paret.

### Els assassins
- John Jasper – Jasper estava enamorat de Rosa Bud i la seva violenta personalitat va matar a Drood amb alegria. La seva confessió és una reiteració de "A Man Could Go Quite Mad" i "Moonfall". La confessió de Jasper es fa sense importar qui sigui escollit com a assassí, i el públic es desanimarà de votar per ell, ja que és la solució evident.
- Rosa Bud – vol matar a Jasper en venjança pels seus avanços lúdics i també a causa de la seva pròpia inestabilitat mental provocada per la persecució de Jasper, però va matar a Drood per accident quan Drood portava l'abric de Jasper. La seva confessió és una reiteració de "A Man Could Go Quite Mad" i "No Good Can Come From Bad"
- Neville Landless – Humiliat per Drood, Neville el va assassinar per tal de recuperar el seu orgull i també tenir una oportunitat amb Rosa Bud. La seva confessió és una reiteració de "A Man Could Go Quite Mad" i "No Good Can Come From Bad" en la producció original de Broadway, posteriorment canviada per "A British Subject"
- Helena Landless – Neville no tindria la temptació de buscar venjança. La seva confessió és una reiteració de "A Man Could Go Quite Mad" i "No Good Can Come From Bad" de la producció original de Broadway, posteriorment canviada per "A British Subject"
- Princess Puffer – tenia la intenció de matar a Jasper per protegir a Rosa de els seus avenços, però van matar accidentalment a Drood perquè portava l'abric de Jasper i estava confosa després d'haver fumat opi. La seva confessió és una reincorporació de "The Wages of Sin"
- The Rev. Mr. Crisparkle – Crisparkle estava enamorat de la mare de Rosa i va veure a Rosa com una reencarnació. Va assassinar Drood perquè es pogués casar amb Rosa, pensant-la en ella com la dona que estimava. Aquesta versió de la confessió de Crisparkle es va introduir en la primera gira nacional i s'ha utilitzat en totes les produccions. La seva confessió és una reiteració de "A Man Could Go Quite Mad" i "No Good Can Come From Bad" a la producció original de Broadway, posteriorment canviada per "A British Subject".
- Bazzard – en un esforç per augmentar el seu paper a la funció, assassina a Drood. Sens dubte, aquesta és el més metateatral dels finals. La seva confessió és una reiteració de "A Man Could Go Quite Mad" and "Never the Luck"
- Durdles – després que Jasper va posar Drood a la cripta, Durdles va creure que el Drood encara viu era un fantasma i així li va aixafar el cap. (Fins i tot Durdles admet que bestiesa que és el seu motiu, però lamenta que si l'han escollit deu tenir-ne un.) Aquest solo no es va utilitzar en la producció original de Broadway i es va afegir a la primera gira nacional. La seva confessió és una reincorporació de "Off to the Races"

## Personatges i repartiments
Com que Drood és metateatral, els personatges de l'obra The Mystery of Edwin Drood són interpretats per actors del "Music Hall Royale", dins de la producció. A continuació, es mostren els dobles papers de cada membre del repartiment. L'actriu que interpreta a Miss Alice Nutting / Edwin Drood també interpreta el paper de Dick Datchery fins a la part de Votació de la vetllada. Tanmateix, això és només un "tros" en el context de "The Music Hall Royale", que Miss Nutting només retrata Datchery a causa d'una obligació contractual per a ella per aparèixer als dos actes de l'obra. En última instància, el públic decideix qui és Dick Datchery dins dels límits de la història de Dickens.
| Personatge                                      | Repartiment original de Broadway 1985 | Substitucions destacades 1985–87 | Repartiment original del West End 1987 | 1a Gira Nacional 1988    | Revival de Broadway 2012 | Revival del West End 2012 |
| ----------------------------------------------- | ------------------------------------- | -------------------------------- | -------------------------------------- | ------------------------ | ------------------------ | ------------------------- |
| Mayor Thomas Sapsea Chairman William Cartwright | George Rose                           | George Rose                      | Ernie Wise                             | George Rose Clive Revill | Jim Norton               | Denis Delahunt            |
| Edwin Drood Dick Datchery Miss Alice Nutting    | Betty Buckley                         | Donna Murphy Paige O'Hara        | Julia Hills                            | Paige O'Hara             | Stephanie J. Block       | Natalie Day               |
| Rosa Bud Miss Deirdre Peregrine                 | Patti Cohenour                        | Karen Culliver                   | Sarah Payne (replaced) Patti Cohenour  | Teresa De Zarn           | Betsy Wolfe              | Victoria Farley           |
| John Jasper Mr. Clive Paget                     | Howard McGillin                       | Howard McGillin                  | David Burt                             | Mark Jacoby              | Will Chase               | Daniel Robinson           |
| The Princess Puffer Miss Angela Prysock         | Cleo Laine                            | Loretta Swit Karen Morrow        | Lulu                                   | Jean Stapleton           | Chita Rivera             | Wendi Peters              |
| The Rev. Crisparkle Mr. Cedric Moncrieffe       | George N. Martin*                     | George N. Martin                 | Martin Wimbush                         | William McClary          | Gregg Edelman            | Richard Stirling          |
| Neville Landless Mr. Victor Grinstead           | John Herrera                          | John Herrera                     | Mark Ryan                              | John DeLuca              | Andy Karl                | David Francis             |
| Helena Landless Miss Janet Conover              | Jana Schneider                        | Alison Fraser                    | Marilyn Cutts                          | Jana Schneider           | Jessie Mueller           | Loula Geater              |
| Bazzard / The Waiter Mr. Philip Bax             | Joe Grifasi                           | David Cromwell                   | Paul Bentley                           | Ronn Carroll             | Peter Benson             | Mark Ralston              |
| Durdles Mr. Nick Cricker                        | Jerome Dempsey                        | Tony Azito                       | Phil Rose                              | Tony Azito               | Robert Creighton         | Paul Hutton               |
| Deputy Master Nick Cricker                      | Stephen Glavin                        | Brad Miskell                     | Anthony Lennon                         | Michael Nostrand         | Nicholas Barasch         | Tom Pepper                |

- El paper de "Crisparkle" va ser representat originalment tant en les lectures com en la producció de Delacorte per l'actor / dramaturg, Larry Shue. Quan Shue va morir en un accident avió entre el rodatge del Delacorte i la seva estrena a Broadway, Rupert Holmes va canviar el nom de l'intèrpret del Music Hall Royale que havia d'interpretar Crisparkle de Wilfred Barking-Smythe a Cedric Moncrieffe, per respecte a Shue.

## Números musicals
| Acte I - "There You Are" – Chairman with Angela, Deirdre, Alice, Victor, Clive i la Companyia - "A Man Could Go Quite Mad" – Jasper - "Two Kinsmen" – Jasper i Drood - "Moonfall" – Rosa - "Moonfall Quartet" – Rosa, Helena, Wendy i Beatrice - "The Wages of Sin" – Puffer - "Jasper's Vision" – Dream Ballet* - "Ceylon" – Neville, Helena i la Companyia - "A British Subject" – Neville, Helena, Drood, Rosa, Crisparkle i la Companyia† - "Both Sides of the Coin" – Sapsea i Jasper - "Perfect Strangers" – Rosa i Drood - "No Good Can Come from Bad" – Neville, Jasper, Rosa, Drood, Helena, Crisparkle i Waiter - "Never the Luck" – Bax / Bazzard i la Companyia - "The Name of Love" / "Moonfall" – Jasper, Rosa i la Companyia†† | Acte II - "An English Music Hall" – Chairman i la Companyia† - "Settling Up the Score" – Puffer, Datchery i la Companyia - "Off to the Races" – Sapsea, Durdles, Deputy i la Companyia§ - "Don't Quit While You're Ahead" – Puffer, Datchery i la Companyia - "Don't Quit While You're Ahead" (Reprise) – Companyia* - "Settling Up the Score" (Reprise) – Chairman, Sospitosos i la Companyia* - "The Garden Path to Hell" – Puffer - "Puffer's Revelation" – Puffer* - "Out on a Limerick" – Datcherys[A] - "Jasper's Confession" – Jasper - "Murderer's Confession"[B] - "Perfect Strangers" (Reprise)*[C] - "The Writing on the Wall" – Drood i la Companyia |

* No incloses a la gravació del repartiment original
† Restablert el revival de Broadway 2012
§ Es va traslladar al final de l'acte I per a la versió amb llicència Tams-Witmark i el revival de Broadway del 2012
†† Es va traslladar després de "Settling Up the Score" per a la versió amb llicència Tams-Witmark i el revival de Broadway del 2012
Per a la versió de Drood que Tams-Witmark llicencia a companyies de teatre, Holmes va fer diversos canvis en la partitura i llibret, molts dels quals reflecteixen les versions vistes a la producció londinenca del 1987 i la producció itinerant nord-americana del 1988. Els números "A Man Could Go Quite Mad", "Ceylon", "Settling Up the Score", i el quartet de reaparició de "Moonfall" no són estàndard, sinó que es proporcionen com a "material addicional" que els teatres poden triar a les seves opcions.
S'ofereix una nova cançó, "A Private Investigation", per substituir "Settling Up the Score".
"Off to the Races" intercanvia llocs amb "The Name of Love / Moonfall (Reprise)" i es converteix en el final del Primer Acte.
"Ceylon" es substitueix per "A British Subject", mentre que "England Reigns" es va convertir en la nova obertura del Segon Acte (els dos números havien estat al programa durant la primera lectura en 1985).
En Durdles és afegit com a possible assassí, i es va compondre per a ell una "Confessió de l'assassí", amb la melodia de "Off to the Races". Les confessions de Neville, Helena i Crisparkle van ser reescrites amb la melodia de '"A British Subject".
Notes
- A ^  Aquesta cançó és interpretada per un actor diferent cada nit, segons el vot del públic.
- B ^  Aquesta cançó és interpretada per un actor diferent cada nit, depenent del vot del públic o, alternativament, sense cap interpretació si el públic ha votat per Jasper.
- C ^  Aquesta cançó és interpretada per un parell d'actors diferents cada nit, depenent del vot del públic.

## Enregistraments
El 1985 es va realitzar una gravació amb The Mystery of Edwin Drood amb el repartiment original de Broadway. Aquesta gravació va ser publicada per Polydor amb el subtítol addicional, "The Solve-It-Yourself Broadway Musical" («El musical de Broadway on ho soluciona vostè mateix» (Polydor 827969) i el CD incloïa versions de "Out on a Limerick" per les cinc Datcherys possibles (Rosa, Crisparkle, Bazzard, Neville i Helena) i les sis possibles Confessions de l'assassinat (Puffer, Rosa, Bazzard, Crisparkle, Neville i Helena), així com una "pista instructiva" titulada "Una paraula del vostre president ...". El LP i el casset només incloïen el Confessió i assassí durant la nit d'obertura, i va ometre els "amants". Una reedició de 1990 de l'àlbum de repartiment de Varèse Sarabande (Varèse 5597) incloïa dues pistes, "Ceylon" i "Moonfall Quartet", que es troben al LP original i al casset, però no al CD. Inclou només la versió de Bazzard de "Out on a Limerick" i dues Murderer Confessions (Rosa's i Puffer's). La gravació de Polydor va estar breument disponible en casset i LP, i finalment va ser reeditada per Varèse Sarabande. Les dues versions de l'àlbum de repartiment estan actualment descatalogades, però de vegades es poden trobar (sovint a un preu elevat) a través de venedors de segona mà o llocs de subhastes en línia.
Un àlbum de repartiment australià (GEP Records 9401) va ser publicat el 1994. Aquesta gravació no incloïa "Ceylon" o "Moonfall Quartet", sinó que incloïa tres temes anteriorment no registrats: "A British Subject", "Puffer's Revelation" i "Durdles' Confession". L'àlbum del repartiment australià va ser interpretat per un repartiment en gran part no professional i va utilitzar una seqüenciació midi (probablement crua) en lloc d'una orquestra en directe. Dues cançons que es van ometre de Drood abans que arribés a Broadway, "An English Music Hall" i "Evensong" (un duet entre Rosa i Crisparkle) després es van gravar per a l'àlbum de 1994, Lost In Boston. Altres cançons que mai van entrar a les versions de Broadway o Londres/Gira'88 (Tams-Witmark) inclouen: "When the Wicked Man Comes" (cantat per un diputat molt més jove), "Sapsea's Song" (un music hall per a l'alcalde Sapsea), "I wouldn't Say No" (una cançó i ball de rutina per Durdles), així com "When Shall These Three Meet Again" - un número de grup que es pot escoltar com a guió durant tot l'espectacle i en la confessió de l'assassí: "But the night was far from bright..."
El 29 de gener de 2013, DRG Records va publicar una gravació amb el repartiment del revival de Broadway del 2012 en una edició de dos discos i com a descàrrega digital. DRG Records descriu la gravació com "el programa musical complet en 2 discs compactes" per primera vegada. Aquesta gravació també està disponible a Spotify. Les diferències entre aquesta gravació i la gravació original inclouen les confessions dels vuit assassins possibles, dues versions de "Out on a Limerick" (Bazzard i Helena), la repressió dels amants de "Perfect Strangers" (amb una combinació de la princesa Puffer & Deputy, Helena & Neville, i Rosa & Durdles), un "Ceylon" revisat (que ara incorpora "A British Subject"), una cançó anteriorment tallada ("An English Music Hall") i la nova introducció per al Segon Acte, així com el "Opium Den Ballet". Holmes va escriure les notes sobre el disc que reflectiria el nou material i les revisions. Holmes també va reorquestrar la producció per a una orquestra de 19 instruments dirigida per Paul Gemignani.

## Premis i nominacions

### Producció original de Broadway
| Any  | Premi            | Categoria                                          | Nominat              | Resultat  |
| ---- | ---------------- | -------------------------------------------------- | -------------------- | --------- |
| 1986 | Premi Tony       | Millor musical                                     | Millor musical       | GUANYADOR |
| 1986 | Premi Tony       | Millor llibret                                     | Rupert Holmes        | GUANYADOR |
| 1986 | Premi Tony       | Millor banda sonora                                | Rupert Holmes        | GUANYADOR |
| 1986 | Premi Tony       | Millor actor protagonista de musical               | George Rose          | GUANYADOR |
| 1986 | Premi Tony       | Millor actriu protagonista de musical              | Cleo Laine           | nominada  |
| 1986 | Premi Tony       | Millor actor de repartiment de musical             | John Herrera         | nominat   |
| 1986 | Premi Tony       | Millor actor de repartiment de musical             | Howard McGillin      | nominat   |
| 1986 | Premi Tony       | Millor actriu de repartiment de musical            | Patti Cohenour       | nominada  |
| 1986 | Premi Tony       | Millor actriu de repartiment de musical            | Jana Schneider       | nominada  |
| 1986 | Premi Tony       | Millor direcció de musical                         | Wilford Leach        | GUANYADOR |
| 1986 | Premi Tony       | Millor coreografia                                 | Graciela Daniele     | nominada  |
| 1986 | Premi Drama Desk | Musical més destacat                               | Musical més destacat | GUANYADOR |
| 1986 | Premi Drama Desk | Llibret de musical més destacat                    | Rupert Holmes        | GUANYADOR |
| 1986 | Premi Drama Desk | Actor de musical més destacat                      | George Rose          | GUANYADOR |
| 1986 | Premi Drama Desk | Actor de musical més destacat                      | Howard McGillin      | nominat   |
| 1986 | Premi Drama Desk | Actriu de musical més destacada                    | Cleo Laine           | nominada  |
| 1986 | Premi Drama Desk | Actriu de musical més destacada                    | Patti Cohenour       | nominada  |
| 1986 | Premi Drama Desk | Actor de repartiment més destacat en un musical    | Joe Grifasi          | nominat   |
| 1986 | Premi Drama Desk | Actriu d de repartiment més destacat en un musical | Jana Schneider       | GUANYADOR |
| 1986 | Premi Drama Desk | Director de musical més destacat                   | Wilford Leach        | GUANYADOR |
| 1986 | Premi Drama Desk | Lletres més destacades                             | Rupert Holmes        | GUANYADOR |
| 1986 | Premi Drama Desk | Música més destacada                               | Rupert Holmes        | GUANYADOR |
| 1986 | Premi Drama Desk | Orquestracions més destacades                      | Rupert Holmes        | GUANYADOR |
| 1986 | Premi Drama Desk | Disseny d'escenografia més destacada               | Bob Shaw             | nominat   |
| 1986 | Premi Drama Desk | Disseny de vestuari més destacat                   | Lindsay Davis        | GUANYADOR |
| 1986 | Premi Drama Desk | Disseny d'il·luminació més destacat                | Paul Gallo           | nominat   |

### Revival de Broadwat 2012
| Any  | Premi            | Categoria                                    | Nominat                         | Resultat  |
| ---- | ---------------- | -------------------------------------------- | ------------------------------- | --------- |
| 2013 | Premi Drama Desk | Revival de Musical més destacat              | Revival de Musical més destacat | nominat   |
| 2013 | Premi Drama Desk | Actor de musical més destacat                | Jim Norton                      | nominat   |
| 2013 | Premi Drama Desk | Actriu de musical més destacada              | Stephanie J. Block              | nominada  |
| 2013 | Premi Drama Desk | Actor de repartiment de musical més destacat | Andy Karl                       | nominat   |
| 2013 | Premi Drama Desk | Actriu de musical més destacada              | Jessie Mueller                  | nominat   |
| 2013 | Premi Drama Desk | Disseny d'escenografia més destacada         | Anna Louizos                    | nominat   |
| 2013 | Premi Drama Desk | Disseny de so més destacat                   | Tony Meola                      | GUANYADOR |
| 2013 | Premi Tony       | Millor revival de musical                    | Millor revival de musical       | nominat   |
| 2013 | Premi Tony       | Millor actriu protagonista de musical        | Stephanie J. Block              | nominada  |
| 2013 | Premi Tony       | Millor actor de repartiment de musical       | Will Chase                      | nominat   |
| 2013 | Premi Tony       | Millor direcció de musical                   | Scott Ellis                     | nominat   |
| 2013 | Premi Tony       | Millor escenografia                          | Anna Louizos                    | nominat   |